# Flagge Wyomings

Flagge von Wyoming

Die heutige Flagge des US-Bundesstaates Wyoming wurde am 31. Januar 1917 nach einem Gestaltungswettbewerb eingeführt. 
Sie besteht aus der Silhouette eines Amerikanischen Bisons in Weiß, der nach links ausgerichtet ist, auf blauem Hintergrund; das Ganze umrahmt von zuerst einem dünnen weißen, dann einem etwas breiteren roten Streifen.
Wyoming gehört zu den Bundesstaaten, deren Grenzen ausschließlich nach geographischen Breiten- und Längengraden bestimmt wurden. Die Grenzziehung entspricht (auf einem entsprechenden  Kartennetzentwurf) mit geringfügigen Abweichungen einem Rechteck. Zeichenhaft steht daher die rote wie weiße Umrahmung der Flagge für diese rechteckige Begrenzung und Lage Wyomings.
Der Bison (in den USA allgemein Büffel genannt) bezieht sich auf den Spitznamen des Staates, the „Buffalo State“ („der Büffelstaat“). Die Bisons erhielten im Yellowstone-Nationalpark ein letztes Rückzugsgebiet. 

Siegel Wyomings

Auf der Seite des Bisons erscheint das Siegel Wyomings eingebrannt.  
Im Zentrum des inneren Rings des Siegels steht eine Frau mit einem Stab, an dem ein Banner mit der Aufschrift „Equal Rights“ (Gleichberechtigung) hängt. Wyoming war einer der ersten Bundesstaaten, die die Gleichberechtigung für Frauen noch im 19. Jahrhundert forderten.